# Sympetrum depressiusculum
Sympetrum depressiusculum (Selys, 1841) je vrsta iz familije Libellulidae. Srpski naziv ove vrste je Mali crnonogi poljski konjic.

## Opis vrste
Trbuh mužjaka je crven, ali nešto svetliji nego kod S. sanguineum, s parom crnih tačkica na svakom segmentu. Grudi su žute sa crnim crticama, oči su žuto-braon, a lice žuto. Trbuh ženke je oker sa istim rasporedom crnih tačkica kao kod mužjaka. Grudi ženke su žute sa crnim crticama, a oči žuto-braon. Noge oba pola su crne. Krila ove vrste su providna sa crveno obojenim nervima gornjeg oboda i s krupnom, crvenkastom pterostigmom .

## Stanište
Stajaće vode koje sezonski presušuju (kako leti, tako i zimi), ribnjaci, stajaće vode s močvarnim pojasom uz obale i sl. U na šoj zemlji ovu vrstu nalazimo u dolinama i nizijama.       

## Životni ciklus
Posle parenja ova vrsta jaja polaže u tandemu u plitkoj vodi uz vegetaciju. Razvoj larvi traje oko godinu dana nakon čega se izležu odrasle jedinke. Egzuvije ostavljaju na zeljastim biljkama.

## Sezona letenja
Sezona letenja traje od juna do oktobra.